# ستيفن راسموسن
ستيفن راسموسن (بالدنماركية: Steffen Rasmussen)‏ هو لاعب كرة قدم دنماركي في مركز حراسة المرمى، ولد في 30 سبتمبر 1982 في Grenaa ‏ في الدنمارك. شارك مع منتخب الدنمارك تحت 21 سنة لكرة القدم. أما مع النوادي، فقد لعب مع آرهوس جمناستيك فورينينغ.

## وصلات خارجية
- ستيفن راسموسن على موقع الاتحاد الدولي (مؤرشف)  (الإنجليزية)
- ستيفن راسموسن على موقع قاعدة بيانات كرة القدم.إي يو (الإنجليزية)
- ستيفن راسموسن على موقع ناشيونال فوتبول تيمز (الإنجليزية)
- ستيفن راسموسن على موقع Soccerway.com (الإنجليزية)